# Pianoboy
Pianoboy (in ucraino Pianoбой?, Pianoboj) è un gruppo musicale ucraino formatosi nel 2009. È attualmente costituito dai musicisti Dmytro Šurov, Mykola Kisten'ov e Mojsej Bondarenko.

## Storia del gruppo
I Pianoboy sono stati candidati per la prima volta agli YUNA nel 2013, edizione in cui hanno ricevuto una nomination al miglior album per Prostye vešči (2012) e una per il miglior gruppo. L'anno seguente è avvenuta la pubblicazione del loro secondo LP, intitolato Ne prekraščaj mečtat', a cui ha fatto seguito Take Off (2015).
Rodymky (2016) è stato il loro primo ingresso nella top 15 ucraina. È poi uscita la hit Šampans'ki oči (2016), la prima del gruppo a raggiungere il podio della hit parade nazionale. Anche Vse, ščo tebe ne vbyvaje (2018) è entrata in top ten. Na veršyni ha fatto guadagnare al gruppo un premio YUNA alla miglior collaborazione.
Nel novembre 2019 è uscito il quarto LP, dal titolo Chistori. Qualche mese più tardi è stato reso disponibile per il consumo il disco successivo Zabroška.

## Formazione
Attuale
- Dmytro Šurov – voce, pianoforte
- Mykola Kisten'ov – basso
- Mojsej Bondarenko – violino

Ex componenti
- Olja Šurova – cori, tastiere, metallofono, percussioni
- Hryhorij Olijnyk – batteria
- Serhij Hryzlov – chitarra
- Lida Tutuova – cori
- Oleksandr Ponjakov – batteria
- Oleksandr Druhanov – chitarra
- Mykola Chomutov – batteria
- Maksym Malyšev – batteria
- Andrij Nadol's'kyj – batteria
- Serhij Balalajev – batteria
- Volodymyr Pavlovs'kyj – chitarra

## Discografia

### Album in studio
- 2012 – Prostye vešči
- 2013 – Ne prekraščaj mečtat'
- 2015 – Take Off
- 2019 – Chistori
- 2020 – Zabroška

### Raccolte
- 2020 – The Best Of

### Singoli
- 2019 – Ciluj mene (con Shy)
- 2021 – Ob"jednani ljubov"ju
- 2022 – Trymatys' svoïch
- 2024 – Lehendy (con TNMK)
- 2024 – Dva persteni
- 2025 – Znestrumlene serce
- 2025 – Krašče ščo je